# Prasinocyma limpida
Prasinocyma limpida là một loài bướm đêm trong họ Geometridae.